# Морщенко, Зинаида Герасимовна
Зинаида Герасимовна Морщенко   (21 сентября 1934 года — 24 марта 2021) — сушильщица шпона производственного объединения «Бобруйскдрев» имени 60-летия Белорусской ССР Министерства лесной промышленности СССР, гор. Бобруйск Могилёвской области, полный кавалер ордена Трудовой Славы (1986).

## Биография
Родилась 21 сентября 1934 года в городе Бобруйске, центре Бобруйского района Белорусской ССР, ныне центр того же района Могилёвской области Белоруссии. Белоруска. В годы Великой Отечественной войны ребёнком пережила немецко-фашистскую оккупацию (1941—1944).
35 лет проработала на одном предприятии — фанерном заводе Бобруйского фанерно-деревообрабатывающего комбината (в 1971—1991 годах в составе производственного объединения (ПО) «Бобруйскдрев», ныне ОАО «ФанДОК»). 
Сначала она трудилась сушильщицей шпона. Огромный опыт позволил ей выполнять производственные задания при отличном качестве выпускаемой продукции. Её назначили бригадиром звена шпона. Добросовестное отношение к процессу сушки шпона дало возможность значительно увеличить выпуск экспортной продукции предприятия. Многолетний труд был оценён правительственными наградами, а также многочисленными дипломами и грамотами.
Указом Президиума Верховного Совета СССР от 21 апреля 1975 года награждена орденом Трудовой Славы 3-й степени. 
Указом Президиума Верховного Совета СССР от 19 ноября 1979 года награждена орденом Трудовой Славы 2-й степени. 
Указом Президиума Верховного Совета СССР от 25 декабря 1989 года за большой личный вклад в техническое перевооружение и реконструкцию производства, внедрение безотходной технологии переработки древесины, наращивание объёмов выпуска высококачественных товаров народного потребления Морщенко Зинаида Герасимовна награждена орденом Трудовой Славы 1-й степени. Стала полным кавалером ордена Трудовой Славы.
Работала на предприятии до выхода на заслуженный отдых в 55 лет. 
Активно проводила наставническую работу среди рабочей молодёжи, принимала участие в общественной жизни предприятия. Избиралась общественным инспектором по охране труда и технике безопасности. У Зинаиды большая семья, уже есть трое внуков и пять правнуков. Зинаида Морщенко всю жизнь работала на ОАО «ФанДОК», в 55 лет ушла на пенсию, но продолжила свою трудовую деятельность - работала вахтёром в общежитии.
Живёт в Бобруйске (Могилёвская область Белоруссии). Делегат 5-го Всебелорусского народного собрания (июнь 2016).

## Награды
Награждена орденами  Трудовой Славы 1-й, 2-й, 3-й степеней:
3 ст. 21.04.1975 № 140730
2 ст. 19.11.1979 № 3689
1 ст. 25.12.1989 № 687
- медалями, в том числе медалями ВДНХ СССР, знаками «Ударник пятилетки», «Победитель социалистического соревнования»»[1].